# JR中標津トラベルセンター
JR中標津トラベルセンター（ジェイアールなかしべつトラベルセンター）は、北海道標津郡中標津町西3条北1丁目におかれていた北海道旅客鉄道（JR北海道）の営業窓口である。

## 概要
1989年（平成元年）4月30日の標津線廃止に伴い、JR営業窓口確保のために設置された。中標津バスターミナル（中標津駅跡）とは別の場所で、標茶町方面へ約700メートル離れた北海道道13号中標津標茶線沿いに位置する。

## 業務
JR北海道管内の他のみどりの窓口や旅行センターと同じである。ただし、インターネット予約などの一部切符は受取箇所として指定することはできない。
- 釧路支社管轄、ジェイ・アール道東トラベルサービス委託（営業時間9時から17時まで、日曜・祝日休業）。
- マルス端末設置。
  - 指定券つきフリーきっぷを所持した上での、指定券のみ発行する「0円券」も可。

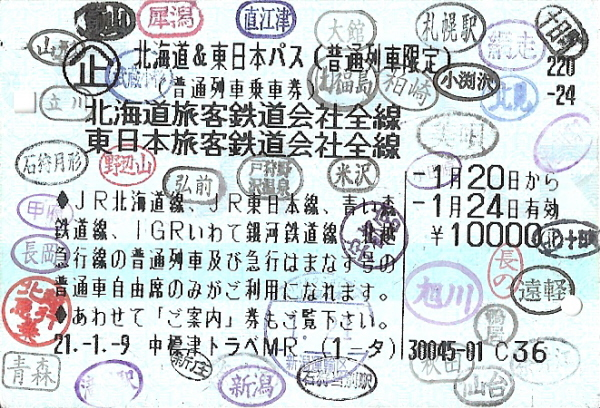
JR中標津トラベルセンターで発券された企画乗車券

- 他に旅行クーポン、航空券を代理発売。
- 各種クレジットカード取扱。

## 沿革
- 1989年（平成元年）5月1日 - 開業。
- 1997年（平成9年）10月1日 - 業務委託化。
- 2012年（平成24年）3月31日 - 閉店[1]。

旧国鉄・JRの路線廃止後に沿線に設置されたトラベルセンターは、他に紋別市、今金町、大樹町、松前町があったが、当センターが最後に営業を終了することとなった。